# اندیس نجف‌آباد
نجف آباد یک اندیس مصالح ساختمانی است که در حوالی شهر نجف آباد استان اصفهان قرار دارد و مادهٔ معدنی موجود در آن، سنگ لاشه آهکی است.  